# طواف أستونيا

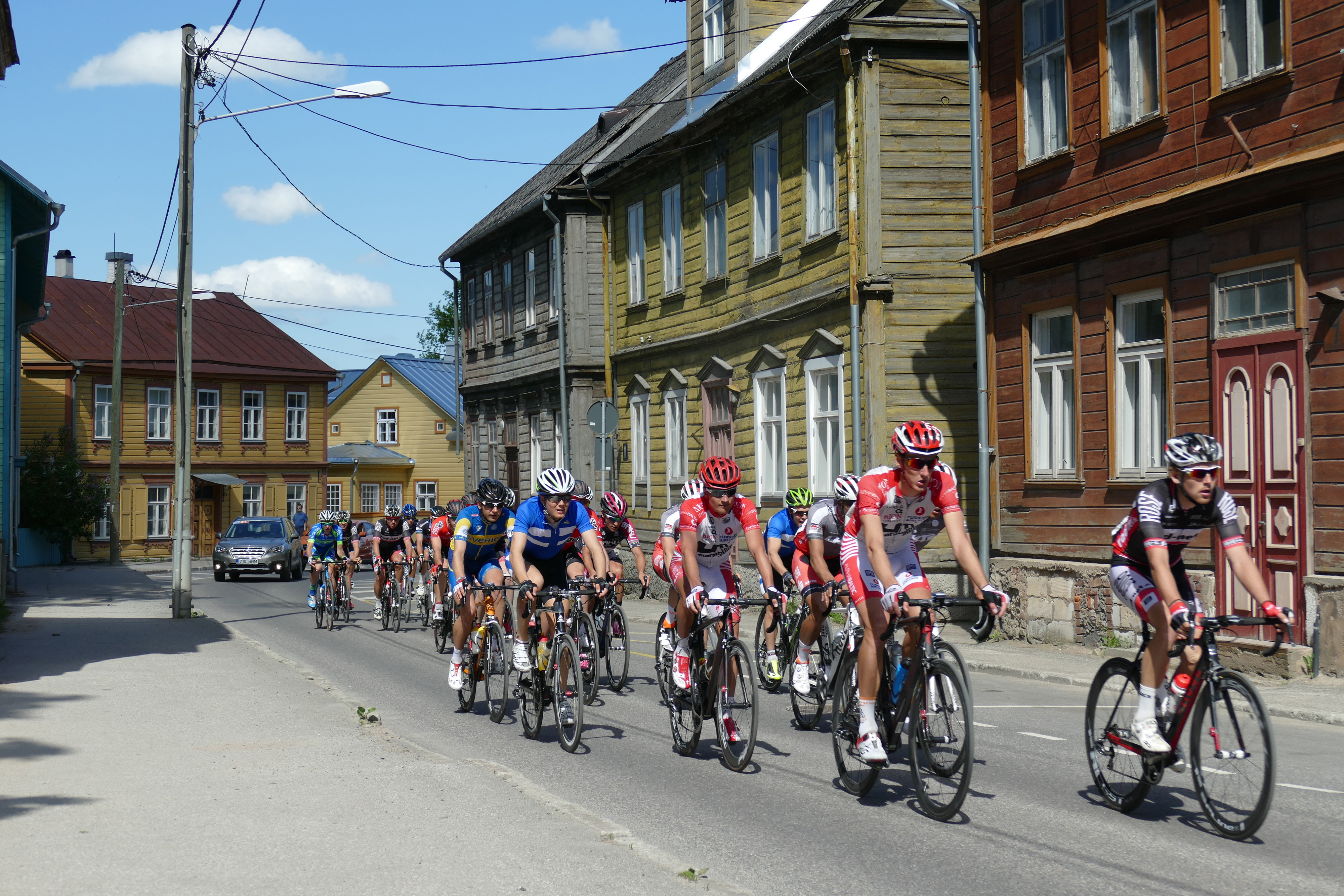

طواف أستونيا (بالإنجليزية: Tour of Estonia)‏ هو سباق دراجات هوائية،  من صنف سباق المرحلة ‏،  بدأ في 2013 في إستونيا.

## تاريخ

### قائمة الفائزين
| السنة | الفائز              | الثاني              | الثالث                  |                 |
| ----- | ------------------- | ------------------- | ----------------------- | --------------- |
| 2013  | Gert Jõeäär ‏        | Fredrik Ludvigsson ‏ | ستيفان شوماخر           |                 |
| 2014  | إدوارد مايكل جروسو  | Adrian Kurek ‏       | Emīls Liepiņš ‏          |                 |
| 2015  | Martin Laas ‏        | Ioannis Tamouridis ‏ | Gustav Höög ‏            |                 |
| 2016  | Grzegorz Stępniak ‏  | رومان ماكين         | ميكيل ريم               |                 |
| 2017  | Karl Patrick Lauk ‏  | Deins Kaņepējs ‏     | Paweł Franczak ‏         |                 |
| 2018  | Grzegorz Stępniak ‏  | أندرياس ستوكبرو     | Siarhei Papok ‏          |                 |
| 2019  | ميكيل ريم           | ماتياس براندل       | رودي باربير             |                 |
| 2020  | تم إلغاء السباق     | تم إلغاء السباق     | تم إلغاء السباق         | تم إلغاء السباق |
| 2021  | Karl Patrick Lauk ‏  | Martin Laas ‏        | Polychronis Tzortzakis ‏ |                 |
| 2022  | افالداس سيسكفهيوس   | Norman Vahtra ‏      | Kaden Groves ‏           |                 |
| 2023  | Rasmus Bøgh Wallin ‏ | ماتياس مالمبيرغ ‏    | Norman Vahtra ‏          |                 |
| 2024  | Siim Kiskonen ‏      | Karl Patrick Lauk ‏  | Rait Ärm ‏               |                 |
| 2025  |                     |                     |                         |                 |

## وصلات خارجية
- الموقع الرسمي